# سياسات الموارد البشرية
سياسات الموارد البشرية مبادئ توجيهية مستمرة حول النهج الذي تعتزم المنظمة اتباعه في إدارة موظفيها. تمثل مبادئ توجيهية محددة لمديري الموارد البشرية في مختلف المسائل المتعلقة بالتوظيف وتوضح نيّة المنظمة في الجوانب المختلفة لإدارة الموارد البشرية مثل التوظيف والترقية والتعويض والتدريب والاختيارات وما إلى ذلك. لذلك هي بمثابة نقطة مرجعية عندما تُطوّر ممارسات إدارة الموارد البشرية أو عندما تُتّخذ القرارات حول القوى العاملة في المنظمة.
توفر سياسة الموارد البشرية الجيدة توجيهًا عامًا حول النهج الذي تتبناه المنظمة، وبالتالي يتبناه موظفوها، في ما يتعلق بمختلف جوانب التوظيف. توضّح العملية بدقة الإجراء الذي يجب اتخاذه وفقًا للسياسات.
لكل منظمة مجموعة مختلفة من الظروف، وبالتالي تطور مجموعة فردية من سياسات الموارد البشرية. سيحدد الموقع الذي تعمل فيه المنظمة أيضًا محتوى سياساتها.

## المقاصد
يمكن أن يساعد وضع سياسات المنظمة على إثبات، داخليًا وخارجيًا، أنها تلبي متطلبات التنوع والأخلاقيات والتدريب بالإضافة إلى التزاماتها في ما يتعلق بالتنظيم وحوكمة الشركات لموظفيها. على سبيل المثال، من أجل فصل موظف ما وفقًا لمتطلبات قانون العمل، من بين اعتبارات أخرى، سيكون من الضروري عادةً تلبية الأحكام الواردة في عقود العمل واتفاقيات المفاوضة الجماعية. يشكّل وضع سياسة الموارد البشرية التي تحدد الالتزامات ومعايير السلوك وتوثّق الإجراءات التأديبية في الوقت الحالي النهج القياسي لتحقيق هذه الالتزامات. توفر سياسات الموارد البشرية أطرًا يُتخذ من خلالها قرارات متسقة وتعزز الإنصاف في الطريقة التي يُعامل بها الناس.
يمكن لسياسات الموارد البشرية أن تكون فعالة جدًا في دعم وبناء الثقافة التنظيمية المطلوبة. على سبيل المثال، يمكن أن تحدد سياسات التوظيف والاحتفاظ الطريقة التي تقدر بها المنظمة قوة العمل المرنة، يمكن أن تدعم سياسات التعويض ذلك من خلال تقديم خيار دفع 48/52 إذ يمكن للموظفين أن يأخذوا أربعة أسابيع عطلة إضافية في العام، ويتلقوا أجورًا أقل على مدار العام.
في الواقع، تخدم السياسات والإجراءات عددًا من المقاصد:
1. توفر تواصلًا واضحًا بين المنظمة وموظفيها في ما يتعلق بوضعهم الوظيفي.
2. تشكل أساسًا لمعاملة جميع الموظفين بإنصاف وعلى قدم المساواة.
3. مجموعة من المبادئ التوجيهية للمشرفين والمديرين.
4. تخلق أساسًا لتطوير دليل الموظفين.
5. تضع الأساس للمراجعة المنتظمة للتغييرات المحتملة التي تؤثر على الموظفين.
6. تشكل سياق لبرامج تدريب المشرف وبرامج توجيه الموظفين.

## التنمية
عند وضع سياسات الموارد البشرية، يجب توفّر بيان واضح ومتسق لسياسات المنظمة في ما يتعلق بجميع شروط التوظيف وإجراءات تنفيذها على قدم المساواة والعادلة. لتحقيق هذا الهدف، يجب أن تكون السياسات والإجراءات:
1. واضحة ومحددة، ولكنها توفر مرونة كافية لتلبية الظروف المتغيرة.
2. الامتثال لجميع القوانين واللوائح المناسبة.
3. متسقة بين بعضها البعض وتعكس مقاربة شاملة وعادلة بشكل عام لجميع الموظفين.

تُطوّر سياسات الموارد البشرية من خلال اتخاذ القرارات والإجراءات حول المشاكل اليومية للمنظمة. تتضمن عملية تطوير سياسات الموارد البشرية تقييم العوامل التالية:
1. تحديد الغرض والأهداف التي ترغب المنظمة في تحقيقها في ما يتعلق بقسم الموارد البشرية.
2. تحليل جميع العوامل التي ستعمل بموجبها سياسة الموارد البشرية في المنظمة.
3. فحص البدائل الممكنة في كل مجال يكون بيان سياسة الموارد البشرية فيه ضروريًا.
4. تنفيذ السياسة من خلال تطوير إجراء لدعم السياسة.
5. ربط السياسة والإجراءات المتلائمة مع المنظمة بأكملها.
6. تدقيق السياسة للكشف عن المجالات الضرورية التي تتطلب تغييرًا.
7. إعادة التقييم المستمرة ومراجعة السياسة لتلبية الاحتياجات الحالية للمنظمة.

## التشكيل
تتكون إدارة الموارد البشرية من أنشطة تنظيمية مدروسة تهدف إلى تحسين إنتاجية الموظفين والإدارة من خلال وسائل مثل التوظيف والتعويضات والأداء والتقييم والتدريب وحفظ السجلات والالتزام. يجب تطوير سياسات الموارد البشرية لوظائف إدارة الموارد البشرية الرئيسية التي تغطي ثماني مسؤوليات مقبولة بشكل عام: 
1. التعويضات والحوافز
2. علاقات إدارة العمل
3. ممارسات التوظيف وتحديد المستوى
4. التنوع في مكان العمل
5. الصحة والسلامة والأمن
6. نظم معلومات الموارد البشرية
7. بحوث الموارد البشرية
8. التدريب والتطوير

يجب اتخاذ الخطوات التالية عند تشكيل السياسات أو مراجعتها: 
1. اكتساب فهم لثقافة الشركة وقيمها المشتركة
2. تحليل السياسات الحالية: السياسات الحالية المكتوبة وغير المكتوبة.
3. تحليل التأثيرات الخارجية: تخضع سياسات الموارد البشرية لتأثير العديد من التشريعات واللوائح والسلطات، وبالتالي يجب الرجوع إلى قواعد الممارسة الصادرة عن المؤسسات المهنية.
4. تقييم أي مجالات تتطلب سياسات جديدة أو السياسات الحالية غير كافية.
5. سماع آراء المديرين، ويفضل أن يبدأ ذلك بفريق القيادة في المنظمة، حول سياسات الموارد البشرية والأماكن التي يجب تحسينها.
6. السؤال عن رأي الموظفين في سياسات الموارد البشرية، وخاصة إلى المدى الذي تكون فيه عادلة ومنصفة بطبيعتها وتُنفّذ بشكل عادل ومتسق.
7. طلب رأي ممثلي النقابات.
8. تحليل المعلومات المحتفظ بها في الخطوات السابقة وإعداد مسودة السياسات.
9. استشارة ومناقشة والاتفاق على السياسات مع ممثلي الإدارة والنقابات.

لكتابة المسودة الأولى للسياسات كما ذكرت الخطوة 7، يجب تضمين المحتوى التالي: 
- اسم السياسة
- تاريخ تفعيل السياسة وتاريخ أي مراجعات
- حالة الموافقة -في هذه المرحلة، يجب أن تكون الحالة «مسودة»
- المراجع -ضع قائمة بسياسات أو مستندات أخرى تتعلق بهذه السياسة
- الغرض من السياسة -ما هو المقصود تعزيزه أو تحقيقه
- بيان السياسة الرئيسي
- يجب تحديد تعريف أي مفاهيم أو مصطلحات رئيسية مذكورة في السياسة
- الأهلية أو النطاق -تغطي هذه السياسة أي أصحاب مصلحة
- كيفية التعامل مع الاستثناءات المحتملة
- المناصب في المنظمات المسؤولة عن تنفيذ ومراقبة السياسة
- إجراءات تنفيذ السياسة -يفضل كتابتها بخطوات مرقمة